# Capilla del Cementerio Forrest y Estación Comfort
La Capilla del Cementerio Forrest y Estación Comfort (también conocida como la Capilla Conmemorativa de Ruth Cross) son estructuras históricas ubicadas en Gadsden, Alabama, Estados Unidos.

## Historia
La capilla, la estación de descanso y las puertas del cementerio fueron construidas en 1935 por trabajadores de la Works Progress Administration y diseñadas por el arquitecto local, Paul W. Hofferbert, quien también diseñó el Legion Park Bowl. Los edificios se incluyeron en el Registro de Monumentos y Patrimonio de Alabama en 1988 y en el Registro Nacional de Lugares Históricos en 1992.

## Descripción
La capilla está diseñada en estilo neogótico, con un frontón inclinado con tres ventanas de arco ojival y una torre cuadrada con arco ojival que se abre para la entrada. Las columnas y la pared de la puerta delantera están conectadas a un edificio de confort con techo a dos aguas, que originalmente albergaba baños, pero ahora se usa para almacenamiento. Los tres están construidos con bloques de arenisca cortados en bruto, extraídos de la cercana montaña Lookout.